# Джаханшах
Джаханшах (азерб. Müzəffərəddin Cahanşah xan; перс. جهان شاه), також Джіханшах — правитель держави Кара-Коюнлу з 1435 року до 1467 року, азербайджанський поет. Писав ліричні поеми азербайджанською мовою під псевдонімом Хагігі.

## Біографія
Будучи молодшим сином Кара Юсуфа він успадкував після смерті свого батька лише кілька територій навколо озера Ван.
З 1434 він проголосився лідером клану «Чорна вівця», сюзерена Тимуридів Шахруха, але не взявши владу після поразки в Тебризі у 1438 році його брат Іскандер був вбитий незабаром його сином.
Саме під час правління Джаханшаха, як території Кара-Коюнлу стала величезною імперією та її процвітання досягло свого апогею. У 1445 він приєднав Арабський Ірак та в 1447 році після смерті Шахруха приймає на себе управління міста Солтаніє, Казвін, Рей, і нарешті Ісфаган, Фарс і Керман.